# Fucking Hell (réalisation artistique)
 (novembre 2024).
Si vous disposez d'ouvrages ou d'articles de référence ou si vous connaissez des sites web de qualité traitant du thème abordé ici, merci de compléter l'article en donnant les références utiles à sa vérifiabilité et en les liant à la section « Notes et références ».
Fucking Hell est une œuvre des artistes contemporains anglais Jake et Dinos Chapman. Elle est actuellement installée à la Collection François Pinault à Venise, au palais Grassi.

## Description de l'œuvre
Fucking Hell est une installation composée de neuf plateaux de 2 mètres sur 2 mètres, disposés en svastika. Chacun des plateaux comprend un paysage différent mais toujours désolé et apocalyptique (ruines gothiques, temple antique, plage, montagnes, camps de concentration et même un Ronald McDonald's... ).
Environ 30 000 figurines ont été fabriquées en fibre de verre. Elles représentent tout ce que l'horreur a de pire : humains démembrés ou sur-membrés, squelettes et autres hybrides en tous genres. 
Dans chaque plateau est dissimulée une représentation d'Adolf Hitler, et le spectateur est invité à la trouver. Pour cela, il faut sillonner entre les corps morts, vivants et morts-vivants, les massacres, et observer les moindres recoins de ces scènes.

## Symboles et références
Les neuf plateaux de Fucking Hell regorgent de références à l'art, à l'histoire et à la religion. Tandis que dans certains plateaux, ce sont des références à l'histoire ancienne qui sont reconstituées (avec un temple antique ou une église gothique, tous deux en ruines), dans d'autres plateaux sont représentés des éléments historiques appartenant au monde contemporain (avec un camp de concentration, un McDonald's). 
Du côté artistique, il y a des références aux représentations moyenâgeuses de l'enfer où grouillent les déchus et les monstres ou au Jardin des Délices de Jérôme Bosch, mais également à la peinture religieuse des scènes de crucifixion. Dans l'un des plateaux, on peut voir un mont Golgotha envahit par une horde de squelettes et dans un autre le chemin de croix où un Christ est suivi par quelques morts-vivants et autres rampants.
Les neuf plateaux sont également une référence aux jeux des petits soldats et aux jeux de stratégie, souvent fantastiques comme Warhammer, dans lesquels il faut confectionner ses personnages et son décor. Cette œuvre est d'autant plus une référence au jeu, puisque le spectateur est invité à retrouver les neuf figurines à l'effigie d'Hitler.
De plus, on peut voir en ces neuf plateaux comme une représentation métaphorique d'une dégénérescence aryenne : les nazis s'entre-tuent, se pendent, s'écartèlent ; ils deviennent des animaux cannibales (des cochons par exemple) et comble de tout, des personnages blonds, musclés et nus se promènent avec plusieurs membres en trop...

## Un long travail
L'œuvre des frères Chapman est le fruit d'un très long ouvrage et d'une confection incroyablement minutieuse. En effet, les 30 000 figurines ont chacune une position différente et possèdent, en quelque sorte, une personnalité. 
Les détails des décors sont très précis, avec un vrai souci du réel (les effets du mouvement de l'eau par exemple).
De plus, la version exposée à la collection de François Pinault, à Venise, n'est pas la première et unique version. Les premiers plateaux, sous le nom de « Hell » et confectionnés entre 1998 et 2000, ont brûlé lors d'un incendie en 2004. Les frères Chapman ont donc reconstruit leurs univers en 2008, avant qu'ils ne soient acquis par Pinault.